# Erwin Pröll
Erwin Pröll (Radlbrunn, Áustria, 24 de Dezembro de 1946) De 1992 até 2017 Erwin Pröll foi o landeshauptmann da Baixa Áustria (ÖVP).